# Sofia do Reino Unido
Sofia Matilde (Londres, 3 de novembro de 1777 – Londres, 27 de maio de 1848) foi uma Princesa do Reino Unido e Hanôver e a décima-segunda filha do rei Jorge III do Reino Unido com sua esposa a rainha Carlota. Sofia é mais conhecida pelo rumor de que teria tido um filho ilegítimo quando era adolescente.
Quando era jovem, Sofia era mais chegada ao seu pai que preferia as filhas aos filhos, contudo, tanto ela como as irmãs tinham medo da mãe. As princesas foram bem-educadas, mas criadas numa casa extremamente rígida. Apesar de não gostar da ideia de casar suas filhas, o rei Jorge tinha já expressado a intenção de procurar maridos adequados para elas quando tivessem idade. Contudo, os frequentes ataques de loucura que o rei sofria, bem como o desejo da rainha de que as suas filhas fossem suas companheiras até ao fim da vida, impediu potenciais candidatos de cortejarem a maioria das princesas. Como resultado, tanto Sofia como as irmãs, à exceção da princesa Carlota, cresceram isoladas do mundo na casa da mãe, que chamavam de "convento".
Apesar de nunca se ter casado, existiram rumores de que Sofia tinha ficado grávida de Thomas Garth, um estribeiro do seu pai, e deu à luz um filho ilegítimo no verão de 1800. Apareceram também rumores de que Sofia tinha sido vítima de uma violação por parte do seu irmão mais velho, o Duque de Cumberland, que era muito pouco popular, e que a criança tinha nascido do ataque. Os historiadores têm opiniões divergentes sobre a veracidade destas histórias, já que alguns acreditam que a princesa deu à luz o filho de Thomas Garth e outros consideram que os rumores não passavam de histórias inventados pelos inimigos políticos da família real.
Os esforços por parte do príncipe-regente para dar mais independência às suas irmãs foram apressados pela morte da sua mãe em 1818. Nos seus últimos anos de vida, Sofia viveu na casa da sua sobrinha, a princesa Vitória de Kent, futura rainha Vitória do Reino Unido, no Palácio de Kensington. Enquanto lá vivia, Sofia caiu nas garras do controlador de Vitória, Sir John Conroy, que se aproveitou da sua loucura e cegueira. Também circulavam rumores que Sofia dependia de Conroy porque este era o único que conseguia lidar com as "ameaças inconvenientes" do suposto filho ilegítimo da princesa. Sofia era frequentemente a espia de Conroy tanto em Kensington como junto dos seus dois irmãos mais velhos ao mesmo tempo que o controlador lhe roubava o seu dinheiro. A princesa morreu a 27 de maio de 1848, nos seus aposentos em Vicarage Place, no Palácio de Kensington.

## Primeiros Anos

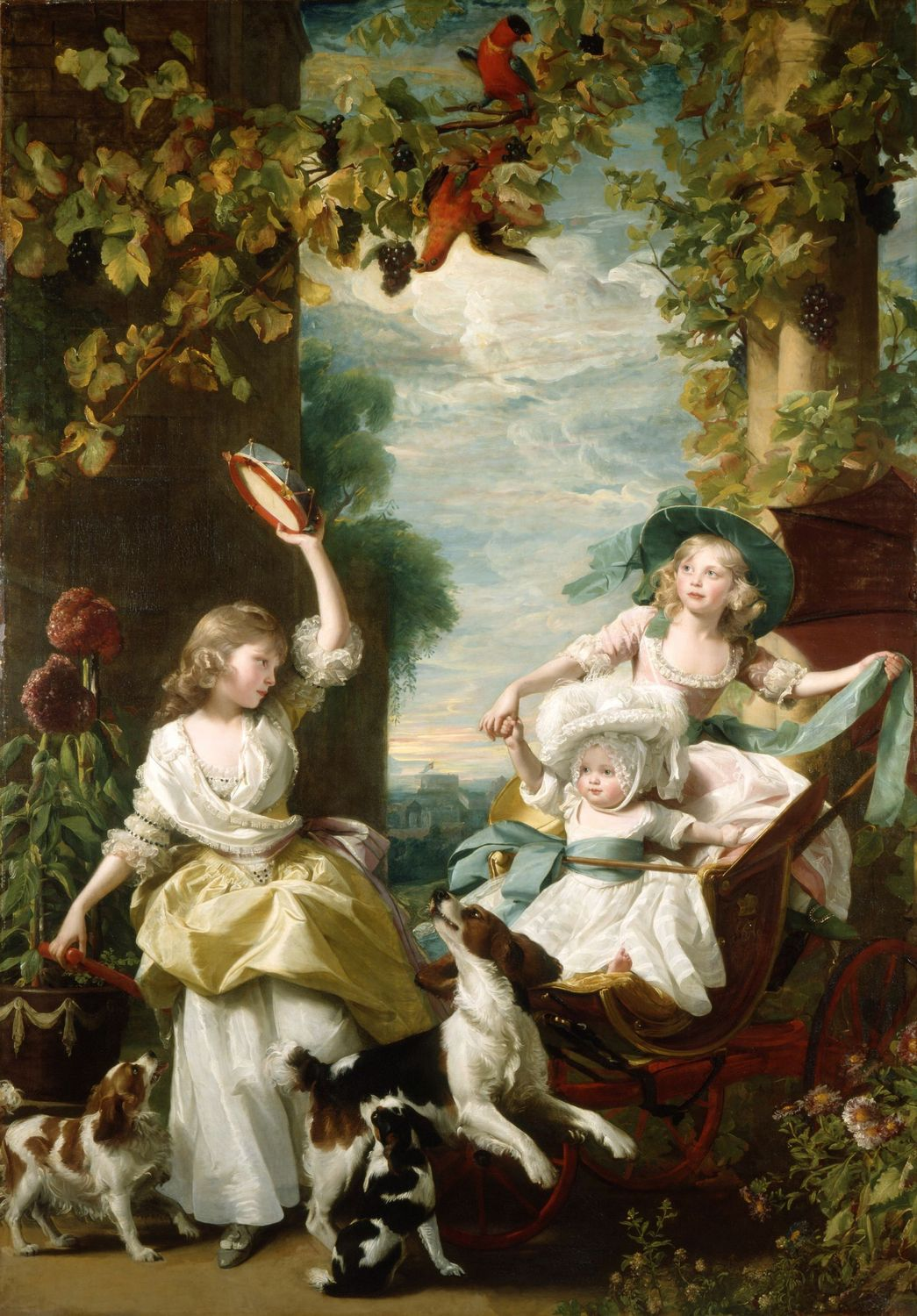
Sofia (dir.) com as suas irmãs Maria e Amália.

A princesa Sofia nasceu na Casa de Buckingham, em Londres, no dia 3 de novembro de 1777, a décima-segunda filha dos seus pais. O seu pai, Jorge III, era então o rei da Grã-Bretanha, filho de Frederico, Príncipe de Gales e Augusta de Saxe-Gota. A sua mãe era a rainha Carlota, nascida duquesa Carlota de Mecklemburgo-Strelitz. A princesa foi baptizada no dia 1 de dezembro de 1777, na Grande Câmara do Conselho do Palácio de St. James por Frederico Cornwallis, Arcebispo da Cantuária. Os seus padrinhos foram o príncipe Augusto de Saxe-Gota-Altemburgo, seu primo em segundo-grau, a Duquesa de Brunsvique-Volfembutel, sua prima em terceiro-grau, e a Duquesa de Mecklemburgo, esposa do seu primo em segundo-grau, que foram todos representados na cerimónia por parentes mais próximos.
Após o nascimento de Sofia, o rei Jorge garantiu que suas filhas e filhos mais novos receberiam rendimentos do estado. Através de uma providência tomada pelo parlamento, foi estabelecido que Sofia e as suas irmãs mais velhas receberiam um rendimento anual de seis mil libras caso se casassem ou após a morte do rei. A casa real era muito severa e formal, mesmo quando a família real estava sozinha na sua vida privada. Por exemplo, quando o rei entrava numa sala, as suas filhas tinham de se levantar, manter-se em silêncio até que ele se dirigisse a elas e não podiam sair até que tivessem autorização. A rainha Carlota tentava poupar onde podia. As princesas usavam vestidos feitos no campo por serem mais baratos, e comiam comida simples. Os primeiros anos de Sofia centraram-se na sua educação. Lady Charlotte Finch era a governante da princesa e de todos os seus irmãos. Seguindo o mesmo modelo de educação severa que tinha praticado com os irmãos de Sofia, Lady Finch, com a ajuda das sub-governantas escolhidas pela rainha Carlota, contratou tutores especialistas que davam aulas de inglês, francês, música, arte e geografia às princesas. Sofia e as irmãs também tinham permissão para praticar desporto e jogos violentos com os irmãos. A rainha tentava utilizar os tempos livros e passatempos das filhas a favor da sua educação. Sofia e os seus irmãos foram educados sem que lhes fosse vedado o teatro, chegando mesmo a ser representadas peças especiais só para as crianças. A primeira aparição pública de Sofia aconteceu quando a princesa acompanhou os pais e os irmãos mais velhos a uma comemoração em honra de Georg Friedrich Händel, realizada na Abadia de Westminster a 26 de maio de 1784.
Ao contrário do que acontecia na época, o pai de Sofia esteve muito presente durante os seus primeiros anos de vida e preferia as suas filhas aos filhos. Sempre que podia, o rei estava presente nas festas de aniversário das princesas e outras ocasiões especiais e mantinha-se informado sobre o progresso das filhas na sala de aulas. Um amigo da família disse certa vez: "Nunca vi crianças mais adoráveis, nem uma visão tão agradável como a adoração que o rei tinha por elas." Por outro lado, a rainha Carlota era temida pelas suas filhas e, segundo o historiador real A.W. Purdue, não era "uma mãe gentil".

## Idade Adulta

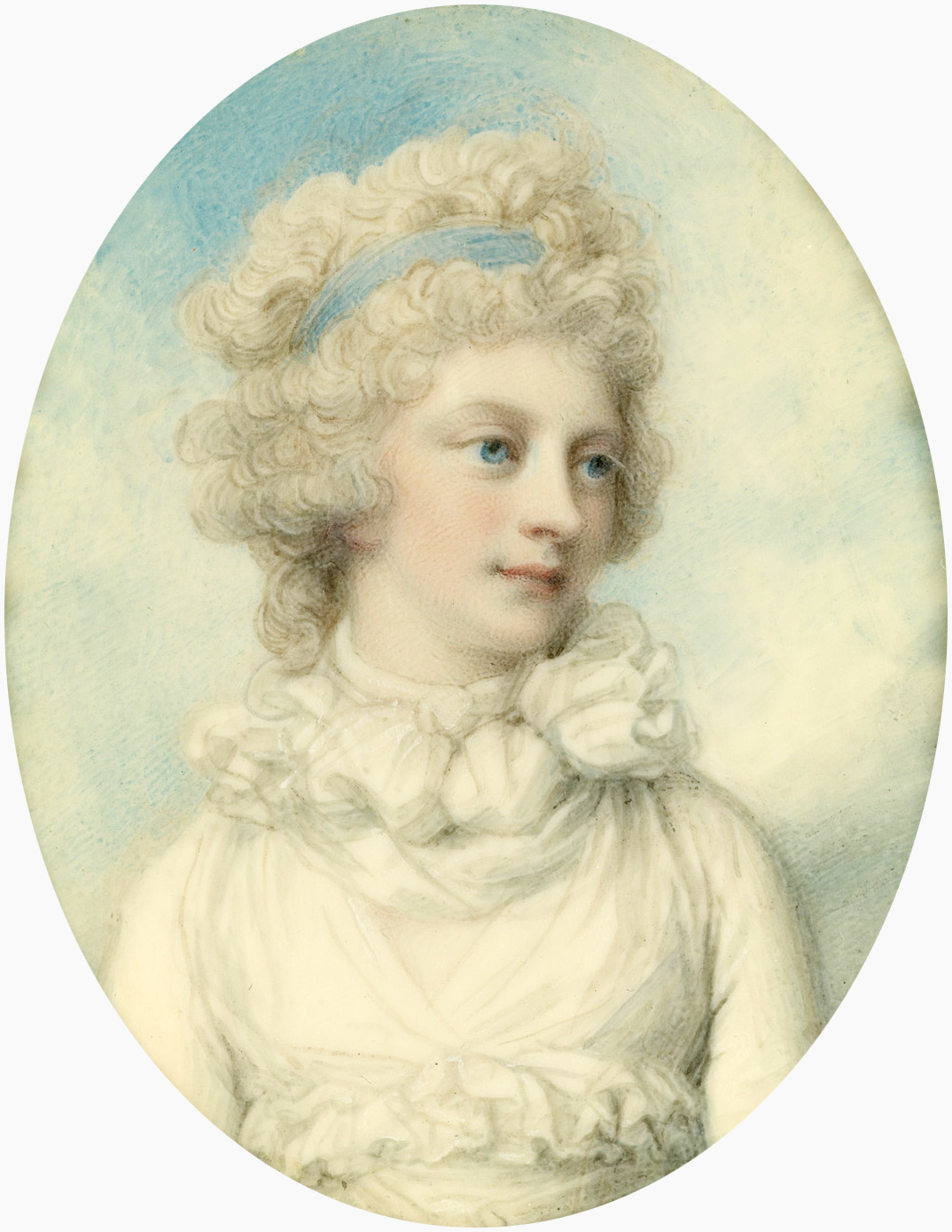
A princesa Sofia por Richard Cosway.

Em 1792, Sofia e a sua irmã Maria começaram a participar em mais actividades da família, e aos catorze anos, Sofia apareceu pela primeira vez na corte no dia de aniversário do seu pai, a 4 de Junho de 1792. Segundo o biógrafo Christopher Hibbert, Sofia era uma "menina encantadora, ainda que mal-humorada, era bonita, delicada e apaixonada" na sua adolescência. Tal como tinha acontecido durante a sua infância, Sofia continuou a ser muito dedicada ao pai, ainda que ocasionalmente o achasse exasperante. Escreveu que "o querido rei é sempre gentil comigo e não existem palavras para descrever como lhe agradeço por isso". Antes de 1788, o rei Jorge tinha dito às suas filhas que as iria levar para Hanôver para que encontrassem maridos adequados apesar de ter as suas hesitações que tinham surgido devido aos casamentos infelizes das suas irmãs. O rei afirmou: "Não posso negar que nunca desejei que alguma delas se casasse: sinto-me feliz quando estou na companhia delas, e não desejo minimamente uma separação." Contudo, o rei sofreu o seu primeiro ataque de loucura nesse mesmo ano, quando Sofia tinha onze anos de idade. Sofia escreveu sobre o comportamento do pai, dizendo: "Mostra-me sempre muito afecto e gentileza, mas por vezes a gentileza é exagerada, se percebe o que quero dizer, e isso assusta-me muito." O rei voltou a dar sinais de loucura em 1801 e 1804, o que atrasou as conversas sobre o casamento das filhas. A questão do matrimónio aparecia muito raramente. A rainha Carlota temia falar do assunto, algo que sempre tinha preocupado o rei, e a conversa levava-o sempre a ter novos ataques de loucura. Além do mais, a rainha, que se sentia fragilizada devido à doença do marido, queria que as princesas ficassem perto de si.
Como resultado, tal como a maioria das suas irmãs, a princesa Sofia foi forçada a viver a sua vida como companheira da sua mãe. As princesas não tinham permissão para se misturar com pessoas que não frequentassem a corte real e raramente se cruzavam com homens, com a excepção de pajens, escudeiros ou criados. Constantemente vigiadas, as princesas queixavam-se com frequência da sua vida no "convento". Para as entreter, a rainha lia-lhes sermões e as princesas faziam bordados. Em certa ocasião, Sofia escreveu que os seus dias eram "um aborrecimento de morte (...) desejei ter um kangoroo".
A Princesa Real foi a única filha do rei que se pôde casar quando era relativamente nova. As outras princesas tinham os seus pretendentes, mas a rainha Carlota impedia a maioria de se aproximar. A maioria das irmãs desejava ter marido e filhos e muitas vezes pediam ajuda ao seu irmão, o Príncipe de Gales, de quem eram muito chegadas, quer para encontrar marido, para as ajudar a casar com os seus amantes ou dar-lhes permissão para viverem fora da casa da mãe. Numa ocasião, Sofia, grata pela ajuda do irmão, escreveu-lhe em tom de brincadeira, dizendo: "Pergunto-me porque não votas numa lei que nos ponha a todas dentro de um saco para nos afogarmos no Tamisa". Antes de Jorge se tornar regente, tinha pouco poder sobre o futuro das irmãs. Quando obteve essa posição em 1811, aumentou imediatamente o rendimento de Sofia e das irmãs que passou de dez mil para treze mil libras. Também apoiou a vontade das irmãs de participarem mais na sociedade. A rainha Carlota ficou ultrajada com estas tentativas e o príncipe-regente teve de reconciliar cuidadosamente as irmãs e a mãe para que estas pudessem ter mais independência.

### Filho Ilegítimo

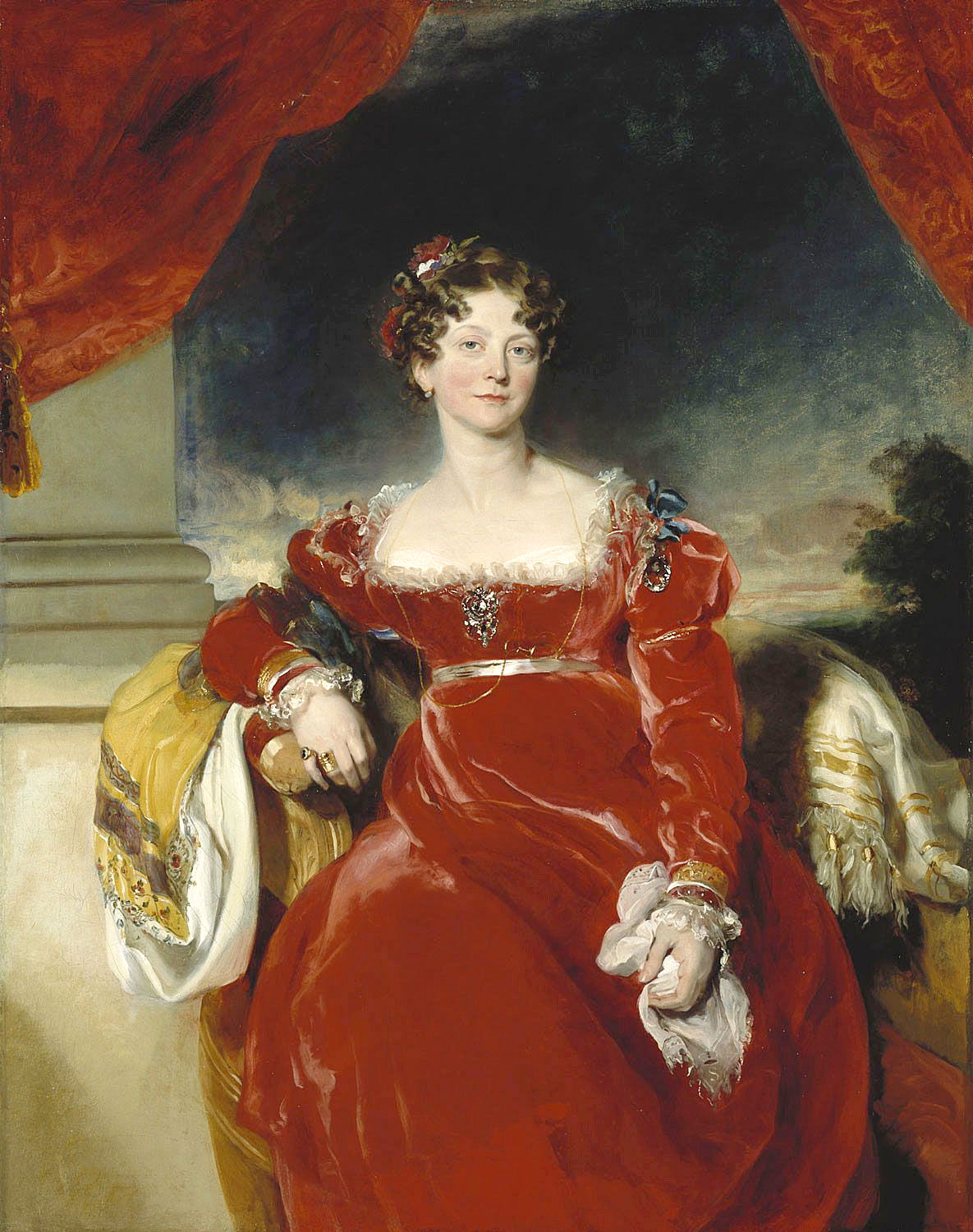
Sofia por Sir Thomas Lawrence.

Durante a vida de Sofia, surgiram vários rumores sobre a sua suposta relação incestuosa com o seu irmão, o príncipe Ernesto Augusto, que se tornaria mais tarde rei de Hanôver. O príncipe-regente terá avisado a sua irmã para não ficar no quarto sozinha com o irmão, e Ernesto era profundamente impopular junto do povo britânico. Não se sabe se estes rumores tinham algum fundamento ou se foram inventados pelos inimigos políticos de Ernesto Augusto.
Afastadas do convívio com homens do seu estatuto social, Sofia e várias das suas irmãs acabaram por se envolver com cortesãos e escudeiros. Sofia teve uma relação com o escudeiro-chefe do seu pai, o general-major Thomas Garth, um homem trinta e três anos mais velho do que ela. Thomas tinha um grande sinal de nascimento roxo no rosto, o que levou a a irmã de Sofia, Maria, se referisse a ele como "a luz roxa do amor" e o cortesão e diarista Charles Greville chamou-o de "um velho diabo horrendo". Apesar disso, uma dama-de-companhia reparou que "a princesa estava tão profundamente apaixonada por ele que todos conseguiam perceber. Não se conseguia conter na sua presença". Greville escreveu sobre os casos amorosos de Sofia e das suas irmãs numa entrada do seu diário: "as mulheres apaixonam-se por tudo - e a oportunidade e casualidade das paixões são mais importantes do que qualquer mérito da mente ou do corpo (...) [As princesas] foram escondidas do mundo, conviveram com pouca gente. As suas paixões estavam fervorosas e estavam prontas para cair nas mãos do primeiro homem cujas circunstâncias permitisse conquistá-las."
Não demoraram a aparecer rumores sobre a existência de um filho ilegítimo. Alguns historiadores especulam que, algum tempo antes de Agosto de 1800, Sofia deu à luz uma criança de Thomas Garth em Weymouth. Flora Fraser acredita nos rumores de que Sofia teve um filho, mas questiona se o pai da criança seria Garth ou o irmão de Sofia, o Duque de Cumberland. Alguns historiadores escrevem ainda que a criança, baptizada de Thomas Garth, como o pai, foi criada pelo pai em Weymouth, onde a mãe o visitava ocasionalmente. Em 1828, este filho terá tentado chantagear a família real com alguns documentos comprometedores do seu pai que falavam da sua relação com a princesa Sofia, apesar de, no final, a sua tentativa ter falhado.
Anthony Camp desafia de forma controversa a crença de que Sofia terá tido um filho e oferece um resumo detalhado das provas existentes. No seu livro Royal Babylon: the Alarming History of European Royalty, Karl Shaw expõe a possibilidade de que o duque de Cumberland terá violado a sua irmã, citando provas existentes no diário de Charles Greville, assim como outros factores. A historiadora Gillian Gill acredita que Sofia deu à luz em segredo e que foi essa a razão pela qual nunca se casou. Contudo, Alison Weir e outros falam de um possível casamento entre Sofia e Garth que se terá realizado no mesmo ano em que a criança nasceu, mas não existem provas para tal afirmação a não ser um anel de noivado que Sofia parece usar num retrato já na sua velhice.

## Últimos Anos

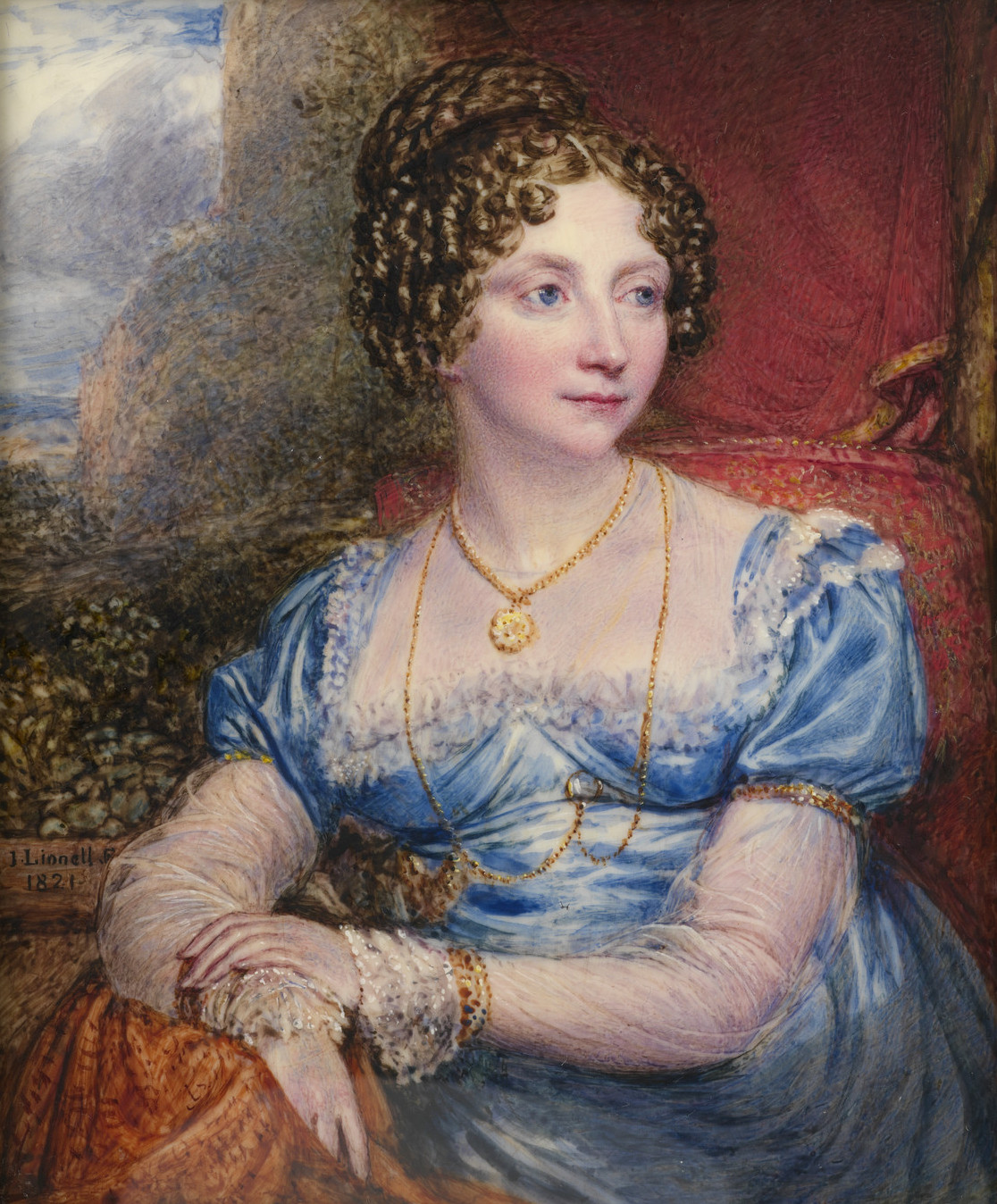
Sofia por John Linnell.

Sofia era a tia preferida da sua sobrinha, a princesa Carlota de Gales que gostava da sua personalidade gentil e tinha um certo fascínio pelos rumores que ensombravam o passado de Sofia. Carlota detestava as suas tias mais velhas e, uma vez, escreveu: "É difícil de acreditar que [Sofia] pertence à mesma família. É tão completamente diferente em pensamentos, opiniões, assuntos. A sua nobreza e integridade de pensamento fazem com que não seja favorita por aqui. Mal consegue suportar as cenas de intriga e desavenças sem importância." Os esforços do príncipe-regente para ajudar as suas irmãs levaram aos casamentos de Maria e Isabel e a morte da rainha Carlota em 1818, permitiu que Augusta e Sofia tivessem a sua liberdade doméstica, embora estivessem já demasiado velhas para casar. Sofia herdou Lower Lodge, no Grande Parque de Windsor da mãe, mas preferiu oferecê-la ao seu irmão Jorge. Após a morte da princesa Augusta em 1840, Sofia também herdou Clarence House e Frogmore.
Após a morte da rainha, Sofia viveu no Palácio de Kensington o resto da vida juntamente com a sua sobrinha, a princesa Vitória de Kent, a futura rainha Vitória. Como tal, a princesa Sofia tornou-se uma das poucas parentes do lado paterno que Vitória via com frequência. Tal como a sua cunhada, a Duquesa de Kent, Sofia caiu nas garras do controlador de Vitória, Sir John Conroy, e deixou-o gerir o seu dinheiro. A princesa passou a fazer parte dos círculos sociais da Duquesa de Kent e, em troca, espiava a família a mando de Conroy quando este não se encontrava presente no Palácio de Kesington. Sofia também contava a Conroy as conversas que ouvia no Palácio de St. James, visto ter acesso privilegiado tanto aos cortesãos como aos seus dois irmãos mais velhos. Os amantes de rumores especulam que foi a capacidade de Conroy lidar com as "ameaças inconvenientes" do filho ilegítimo de Sofia que melhoraram a sua imagem perante Sofia, ao mesmo tempo que alguns historiadores especulam que Conroy se aproveitou da fraqueza de Sofia que, nos seus últimos anos de vida, se tinha tornado "tonta, confundia-se facilmente (...) lamentava a sua beleza desaparecida" e uma "tia confusa e quase cega". Sofia jantava frequentemente com as pessoas que viviam no palácio, mas a Duquesa de Kent odiava-a. A princesa Vitória sabia que a sua tia era uma espia e as duas nunca foram muito chegadas. O dinheiro de Sofia permitiu que Conroy tivesse um estilo de vida abastado, tendo comprado uma casa em Kensington por quatro mil libras, bem como duas propriedades no valor de dezoito mil libras. Sofia era também responsável pela subida de estatuto de certos membros da casa de Vitória. A governanta de Vitória, Louise Lehzen, por exemplo, tornou-se baronesa em Hanôver graças à intervenção de Sofia junto do seu irmão Jorge e Conroy tornou-se cavaleiro comandante da Ordem de Hanôver.

### Morte
Depois de estar cega por mais de dez anos, na manhã de 27 de maio de 1848, a princesa Sofia adoeceu na sua residência de Vicarage Place, em Kensington. Recebeu a visita da sua irmã Maria, da sua cunhada, a rainha Adelaide, e do seu sobrinho, o príncipe Alberto. A morte de Sofia aconteceu às seis e meia da manhã desse dia, na presença da Duquesa Maria, da Duquesa de Kent e da Duquesa de Cambridge. A princesa foi enterrada no Cemitério de Kensal Green em Londres e não no Castelo de Windsor, visto que tinha expressado o desejo de ser enterrada perto do seu irmão, o príncipe Augusto Frederico, Duque de Sussex. Depois da sua morte, descobriu-se que Conroy tinha desviado grande parte do seu dinheiro e que praticamente não tinham restado bens à princesa. Charles Greville escreveu no seu diário no dia 31 de maio desse ano:
| “ | "A princesa Sofia morreu há alguns dias, ao mesmo tempo que a rainha [Vitória] preparava a sala-de-visitas para o seu aniversário. Estava cega, desamparada e sofreu um martírio; era uma mulher muito inteligente e bem-informada, mas que nunca viveu no mundo." | ” |